# Зденек Младший из Рожмиталя
Зденек Младший из Рожмиталя (чеш. Zdeněk mladší z Rožmitálu; ум. после 1454 года) — средневековый чешский феодал и государственный деятель из рода панов из Рожмиталя, заседатель Чешского земского суда (с 1414 года), видный сторонник католической партии во время Гуситских войн, один из двенадцати чешских панов, избравших в 1452 году Йиржи из Подебрад «земским правителем» Чешского королевства. Дядя королевы Чехии Йоганы из Рожмиталя.

## Происхождение и герб
Зденек Младший происходил из дворянского рода панов из Рожмиталя, он был, вероятно, младшим из трёх сыновей южночешского пана Зденека Старшего из Рожмиталя, занимавшего при короле Вацлаве IV должность юстициария (поправце) Прахеньского края, и Анежеки из рода Баворов из Стракониц, благодаря которой отец Зденека унаследовали богатое Блатненское панство. Как и его брат Ян из Рожмиталя, Зденек Младший принял новый родовой герб, в котором наряду с традиционной кабаньей головой его предков Бузичей появились не использовавшиеся ранее панами из Рожмиталя геральдические символы. Новый герб представлял собой четверочастный (поделённый на четыре поля) геральдический щит, в первом лазоревом поле которого изображался золотой лев (или львица) в прыжке, во втором и третьем золотом полях помещалась чернёная голова дикого вепря с разинутой пастью и высунутым языком, в четвёртом золотом поле — геральдическая стрела из герба Баворов из Стракониц. Одно из первых изображений такого варианта герба датируется 1424 годом.

## Служба и политическая деятельность
После смерти не ранее 1411 года Зденека Старшего сыновья поделили его владения: Зденек Младший унаследовал Рожмитальское панство, Ян из Рожмиталя — Блатненское панство, что получил Ярослав — неизвестно. Насколько Зденеку Младшеу позволяло имущественное положение, он в 1414—1419 годах вместе с братом Яном из Рожмиталя принимал участие в заседаниях Чешского земского суда. С началом длительного периода гуситских войн земский суд прекратил своё функционирование и возобновил его только после восстановления мира, поэтому в 1437—1454 годах Зденек Младший продолжил свою деятельность в качестве заседателя Чешского земского суда. В 1415 году братья Зденек Младший и Ян из Рожмиталя вместе с другими чешскими панами подписали письмо к Констанцскому собору с протестом против сожжения Яна Гуса, а позднее Зденек подписал письмо чешских панов к королю Зикмунду Люксембургскому с ходатайством о снятии с Яна Гуса всех обвинений.
Будучи верными католиками, Зденек Младший и его брат Ян с началом Гуситских войн в 1419 году сразу встали на сторону антигуситской католической партии и оставались её последовательными сторонниками до самого окончания войн. Уже в самом начале восстания пражан Зденек и Ян вместе с ещё тридцатью пятью панами объявили пражским городам войну. Замки Зденека Младшего и Яна из Рожмиталя стали бастионами против таборитского движения на юге Чехии. Вместе с Ольдржихом II из Рожмберка и Вацлавом из Михаловиц паны из Рожмиталя создали на юге Чехии фортификационный антигуситский барьер Крумлов–Страконице–Блатна, проходивший через замок Рожмиталь. В первые годы войны Зденек Младший вернул в своё владение вторую половину замка Рожмиталь, проданную в 1347 году Сеземой из Рожмиталя Пражскому архиепископству. Кроме того, в начале Гуситских войн Зденек Старший получил от Ольдржиха из Рожмберка во временное владение замок Збирог и замок Горжовице, необходимые Зденеку для более эффективного обеспечения совместной обороны. Зденек принимал активное и непосредственное участие в военных действиях. Известно его послание 1422 года из Збирога, адресованное Отльдржиху из Рожмберка (находившемуся в Нюрнберге с королём Зикмундом), в котором сообщается о срочной необходимости военной помощи короля гарнизону замка Карлштейн, осаждённого войсками таборитов (при этом осаждавшие отравили источники воды, из которых вода поступала в замок).
В 1427 году Зденек Младший из Рожмиталя вместе с другими чешскими панами заключил с таборитами перемирие в замке Жебрак. Тем не менее, на протяжении всего периода Гуситских войн Зденек, являвшийся патроном костёла в Рожмитале, не допускал в своих приходах замены католических священников на каликстинцев — известно, что в 1424 и 1434 годах он назначал в приход Рожмиталя священников-католиков. Неоднозначно развивались взаимоотношения Зденека с Ольдржихом II из Рожмберка: в 1424 году он получил от Ольдржиха за верную службу замок Страшице и ещё в 1429 году оставался с ним в дружеских отношениях, однако в 1434 году Зденек оказался пленником Ольдржиха из Рожмберка. Это было странное пленение, причины которого до конца неясны. Сохранилось письмо Зденека Младшего, в котором он просил Ольдржиха сообщить ему через своих слуг, в какой замок на расстоянии не далее семи километров от Крумлова он должен прибыть в течение месяца. В этом письме Зденек обязуется в период своего заключения не бранить служителей замка и не пытаться сбежать из него. Возможно, причиной этого пленения стал брак сестры Зденека, Анны из Рожмиталя, с гуситским гетманом Яном Смилом из Кршемже, с которым у Ольдржиха были давние личные счёты.
После битвы у Липан в 1434 году в стране постепенно установился мир, король Зикмунд Люксембургский утвердился на чешском престоле и богато одарил своих сторонников, в том числе Зденека из Рожмиталя и его жену Маркету. Через несколько лет престол Чешского королевства унаследовал несовершеннолетний Ладислав Погробек, находившийся под опекой короля Германии Фридриха IV. Зденек Младший, находясь уже в довольно преклонном возрасте, принял участие в делегации чешских панов к королю Фридриху с просьбой отпустить королевича Ладислава в Чехию. В этот же период Зденек из Рожмиталя постепенно перешёл к поддержке лидера умеренных гуситов (утраквистов) Йиржи из Подебрад и в 1450 году выдал за него свою племянницу Йогану (дочь Яна из Рожмиталя). Наконец, в 1452 году Зденек Младший и его племянник Ярослав Лев из Рожмиталя стали двумя из двенадцати чешских панов, избравших Йиржи из Подебрад «земским правителем» (регентом) Чешского королевства. Таким образом, оставаясь верным католиком, Зденек содействовал утверждению у власти партии утраквистов, при этом обеспечив своим племянникам ведущие позиции при королевском дворе. Последнее упоминание о Зденеке Младшем датируется 1454 годом, когда он всё ещё заседал в земском суде Чехии. Он умер бездетным, все его владения перешли по наследству его племянникам Ярославу Льву и Противе из Рожмиталя, сыновьям его брата Яна.